# Elektrostal
Elektrostal é uma cidade da Rússia, no Oblast de Moscou. 